# Operation Vulture
Operation Vulture (französisch: Opération Vautour) war der Deckname für die Planung US-amerikanischer Luftangriffe gegen die Viet Minh während der Schlacht um Điện Biên Phủ. Der Plan wurde angesichts mangelnder politischer Unterstützung innerhalb der USA und des Vereinigten Königreichs aufgegeben.

## Geschichte
Während des Indochinakriegs unterstützen die USA die französische Kolonialmacht materiell im Kampf gegen die kommunistische Unabhängigkeitsbewegung der Viet Minh.
Im Januar 1954 brachte Admiral Arthur W. Radford gegenüber Präsident Dwight D. Eisenhower die Möglichkeit US-amerikanischer Luftangriffe zur Stärkung der französischen Position bei Dien Bien Phu im Spiel. Anlässlich der Eskalation der Schlacht versprach Radford dem in die USA gesandten französischen General Paul Ély, diese Option erneut zur Sprache zu bringen. Interne Planungen der US Air Force sahen den Einsatz von 60 bis 98 Boeing B-29-Bombern von Basen auf den Philippinen gegen Artilleriestellung und Nachschubwege der Viet Minh vor. In den Planungen war neben konventionellen Angriffen auch eine Option zum Einsatz taktischer Nuklearwaffen enthalten. Der französische Oberbefehlshaber der in Indochina General Henri Navarre stand der Idee positiv gegenüber, fürchtete jedoch eine Eskalation mit Vergeltungsschlägen der chinesischen Luftwaffe gegen die Basen der französischen Luftwaffe in Indochina. In der Nacht vom 4. auf den 5. April 1954 stellte die französische Regierung unter Joseph Laniel einen formellen Antrag an die US-Regierung, die Operation Vulture durchzuführen. Neben Radford war John Foster Dulles einer der Hauptbefürworter der Operation. Ein vehementer Gegner der Idee war der Armeegeneralstabschef Matthew B. Ridgway.
Der US-Kongress wollte dem Präsidenten jedoch nur die Vollmacht für Luftangriffe erteilen, wenn dies Teil einer breiten Koalition unter Beteiligung Großbritanniens sei. Ein unilaterales Eingreifen der USA war angesichts des gerade beendeten Koreakriegs politisch im Kongress nicht durchzusetzen. Die britische Regierung unter Winston Churchill lehnte ein Eingreifen im Indochinakrieg kategorisch ab. Ende April war Navarre der Ansicht, die Schlacht könne ohne die Bombardements nicht siegreich beendet werden. Am 29. April legte sich die US-Regierung intern gegen eine Durchführung der Operation fest. Innerhalb der US-Bevölkerung sprach sich eine Mehrheit gegen das Eingreifen bei Điện Biên Phủ aus.